# Trioxys complanatus
Trioxys complanatus är en stekelart som beskrevs av Quilis 1931. Trioxys complanatus ingår i släktet Trioxys och familjen bracksteklar. Enligt den finländska rödlistan är arten otillräckligt studerad i Finland. Arten är reproducerande i Sverige. Artens livsmiljö är parker, gårdsplaner och trädgårdar. Inga underarter finns listade i Catalogue of Life.